# Les Sœurs de Gion
Pour plus de détails, voir Fiche technique et Distribution.
Les Sœurs de Gion (祇園の姉妹, Gion no shimai) est un film japonais réalisé par Kenji Mizoguchi et sorti en 1936.

## Synopsis
Umekichi est geisha selon la tradition dans le quartier de Gion à Kyoto. Sa jeune sœur, Omocha, prône des méthodes plus modernes, dépourvues de toute compassion ou d'affectivité à l'égard des clients. Deux conceptions opposées, mais qui débouchent sur la même impasse. Omocha finit par accuser les hommes d'être responsables de la dégradation des femmes. Elle formule ce vœu : « Vienne un monde où l'on n'ait plus besoin de geishas ! »

## Fiche technique
- Titre original : 祇園の姉妹 (Gion no shimai?)
- Titre français : Les Sœurs de Gion
- Réalisation : Kenji Mizoguchi
- Assistant-réalisateur : Kazuo Mori
- Scénario : Yoshikata Yoda, Kenji Mizoguchi d'après le roman d'Alexandre Kouprine, L'Abysse ou La Fosse aux filles (1915)
- Photographie : Minoru Miki
- Son : Kase Hisachi
- Montage : Tazuko Sakane
- Producteur : Masaichi Nagata
- Société de production : Daiichi Eiga, Kyoto
- Pays d'origine :  Empire du Japon
- Langue originale : japonais
- Format : noir et blanc - 1,37:1 - son mono
- Genre : drame
- Durée : 95 minutes[1] (métrage : 10 bobines - 2 616 m[1])
- Date de sortie : 
  - Empire du Japon : 15 octobre 1936[1]
  - France : 19 mars 2008[2]

## Distribution
- Isuzu Yamada : Omocha
- Yōko Umemura : Umekichi
- Benkei Shiganoya : Shinbei Furusawa
- Kazuko Hisano : Oemi Furusawa, son épouse
- Taizo Fukami : Kimura
- Eitarō Shindō : Sangoro Kudo

## Commentaire
Les Sœurs de Gion est le prolongement de L'Élégie d'Osaka avec lequel il constitue un diptyque dans lequel Mizoguchi s'engage dans la voie d'« un réalisme plus dur, à la manière de la Nouvelle Objectivité qui cherche à montrer d'abord la vérité intérieure des personnes ». Dans ces deux films, Mizoguchi donne un aperçu prémonitoire de ce que son œuvre deviendra : « l'expression d'un regard lucide et désespéré sur l'aliénation des femmes ».
Il entame, à cette occasion, une collaboration, par la suite habituelle et familière, avec l'écrivain et scénariste Yoshikata Yoda. Celui-ci nous rappelle ce que Mizoguchi lui recommandait à ce moment-là : « Il faut décrire l'homme, mettre en image le corps humain. Décris-moi des types implacables, égoïstes, radins, sensuels, cruels... Il n'y a que des hommes dégueulasses ici-bas. » Kenji Mizoguchi affirmait, par ailleurs, s'être « mis à regarder les hommes avec lucidité ». 